# Blybergsdammen
Blybergsdammen är en sjö i Älvdalens kommun i Dalarna och ingår i Dalälvens huvudavrinningsområde. Sjön har en area på 0,439 kvadratkilometer och ligger 215,8 meter över havet. Sjön avvattnas av vattendraget Dalälven (Österdalälven).

## Delavrinningsområde
Blybergsdammen ingår i det delavrinningsområde (678323-140937) som SMHI kallar för Utloppet av Blybergsdammen. Medelhöjden är 316 meter över havet och ytan är 19,99 kvadratkilometer. Räknas de 525 avrinningsområdena uppströms in blir den ackumulerade arean 6 075,29 kvadratkilometer. Avrinningsområdets utflöde Dalälven (Österdalälven) mynnar i havet. Avrinningsområdet består mestadels av skog (89 procent). Avrinningsområdet har 0,69 kvadratkilometer vattenytor vilket ger det en sjöprocent på 3,4 procent.